# Dave McKean
Dave McKean (Maidenhead, 1963. december 29. –) angol illusztrátor, fotóművész, képregényrajzoló, dizájner, filmrendező és zeneszerző.
Különböző művészeti ágakban alkot stílusára jellemzően, mint a kollázs, digitális művészetek, vagy szobrászat.

## Pályafutás
Miután 1986-ban New Yorkba utazva nem tudott elhelyezkedni mint képregényrajzoló, McKeen találkozott Neil Gaiman íróval és közös munkával létrehoztak egy rövid képregényt ami a nyugtalanító gyermekkori emlékekkel foglalkozott- ez volt a Violent Cases, ami 1987-ben jelent meg.
Ezt követte 1988-ban a Black Orchid minisorozat ismét Gaimannel, és a Hellblazer képregény ezúttal már a DC Comics kiadó számára.
1989-ben kezdett el foglalkozni a Gaiman által írt The Sandman széria borítóival, ami tulajdonképpen elhozta neki a világhírt.
Nevéhez fűződik még a Batman képregény Arkham Asylum: A Serious House on Serious Earth c. darabja amit Grant Morrison írt. Ez időszak alatt munkáit gyakran mérték Bill Sienkiewicz (elsősorban Marvel Comics képregényrajzoló az USA-ból, képeiben kiaknázza az olajfestés, a kollázs és a mimeográf-egyfajta másológép lehetőségeit) alkotásaihoz.
Illusztrációit fogadta a Playboy és a Penthouse.
1990 és 1996 között McKean 10 kiadványt írt és rajzolt a Cages című nagyratörő, a kreativitást és a művészetet boncolgató képregényhez. A Kitchen Sink Press adta ki 1998-ban, majd egy újraszerkesztett változatát a NBM Publishing 2002-ben.
Egy újabb közreműködés Gaimannel létrehozta a Signal to Noise című (szintén képregény) sorozatot 1992-ben. Ennek fő témája egy haldokló filmrendező és az ő utolsó, képzelt filmje.

## CD-borítók
(Messze nem teljes lista.)
- Tori Amos,
- Alice Cooper,
- Testament,
- My Dying Bride,
- Dream Theater,
- Fear Factory,
- Buckethead (akik számára 3D animációt is készített),
- Counting Crows,
- Michael Nyman,
- Toad the Wet Sprocket,
- Skinny Puppy,
- Download,
- Front Line Assembly,
- Stabbing Westward,
- Bill Bruford,
- Believer,
- Dali's Dilemma

## Könyvborítók
- Jonathan Carroll,
- Iain Sinclair
- Buffy the Vampire Slayer: The Monster Book
- A Setét Torony IV: Varázsló és üveg

és még sokan mások.

## McKean és Mirrormask (Tükörálarc) film
McKean ismét Gaimannel vállal közös munkát ezúttal rendezőként, aki számára már a kultikussá vált, szürreális Sandman borítókat és számos más illusztrációt is készített.
A filmben különösen dominánsan jelenik meg McKean sajátos képi világa, mint például a bizarr figurák, a tompa-éles sárga fények és az absztrakt terek.

## Magyarul megjelent művei
- Grant Morrison: Arkham elmegyógyintézet. Komor ház komoly talajon. Batman; ill. Dave McKean, Batman megalkotója Bob Kane, ford. Bayer Antal; Képes, Budapest, 2008
- David Almond: A vadóc; ill. Dave McKean, ford. Rindó Klára, Szabados Tamás; Pongrác, Budapest, 2009
- Neil Gaiman: Coraline; ford. Pék Zoltán, ill. Dave McKean; Agave Könyvek, Budapest, 2009
- Neil Gaiman: A temető könyve; ford. Pék Zoltán, ill. Dave McKean; Agave Könyvek, Budapest, 2010
- Neil Gaiman: Farkasok a falban; ford. Pék Zoltán, ill. Dave McKean; Agave Könyvek, Budapest, 2011
- Richard Dawkins: A valóság varázsa. Válaszok az Univerzum nagy kérdéseire; ford. Kelemen László, ill. Dave McKean; Libri, Budapest, 2011